# MKaart
Une mKaart  est une carte à puce sans contact, utilisant la technologie RFID (Radio Frequency IDentification, radio-identification) ou plus précisément NFC (Near Field Communication, communication en champ proche) qui, depuis l'instauration de la gratuité nationale des transports au Luxembourg début 2020, sert de support pour l'ensemble des titres occasionnels et abonnements transfrontaliers « RegioZone » sur les lignes du RGTR et pour les titres permettant l'accès à la première classe à bord des trains des CFL. Sa mise en œuvre est supervisée par l'État luxembourgeois à travers le Verkéiersverbond, organisme remplacé en 2021 par l'administration des transports publics qui en reprend les attributions.
La mKaart est utilisée aussi comme carte d'accès pour des services de vélos en libre-service, de parkings à vélos sécurisés et au réseau national de borne de recharge pour voitures électriques « Chargy », et comme carte d'abonnement pour l'autopartage. Elle pourra, à terme, être utilisée pour l'accès aux parcs relais[Quand ?].
Lancée en 2014, elle a pris le relais d'e-go, lancé en 2008.

## Histoire

### Les titres papiers
À l'origine, chaque compagnie avait son propre système tarifaire. Depuis le 1er janvier 1991, la tarification est unifiée sur l'ensemble du pays, mais continue d'utiliser des titres papier.

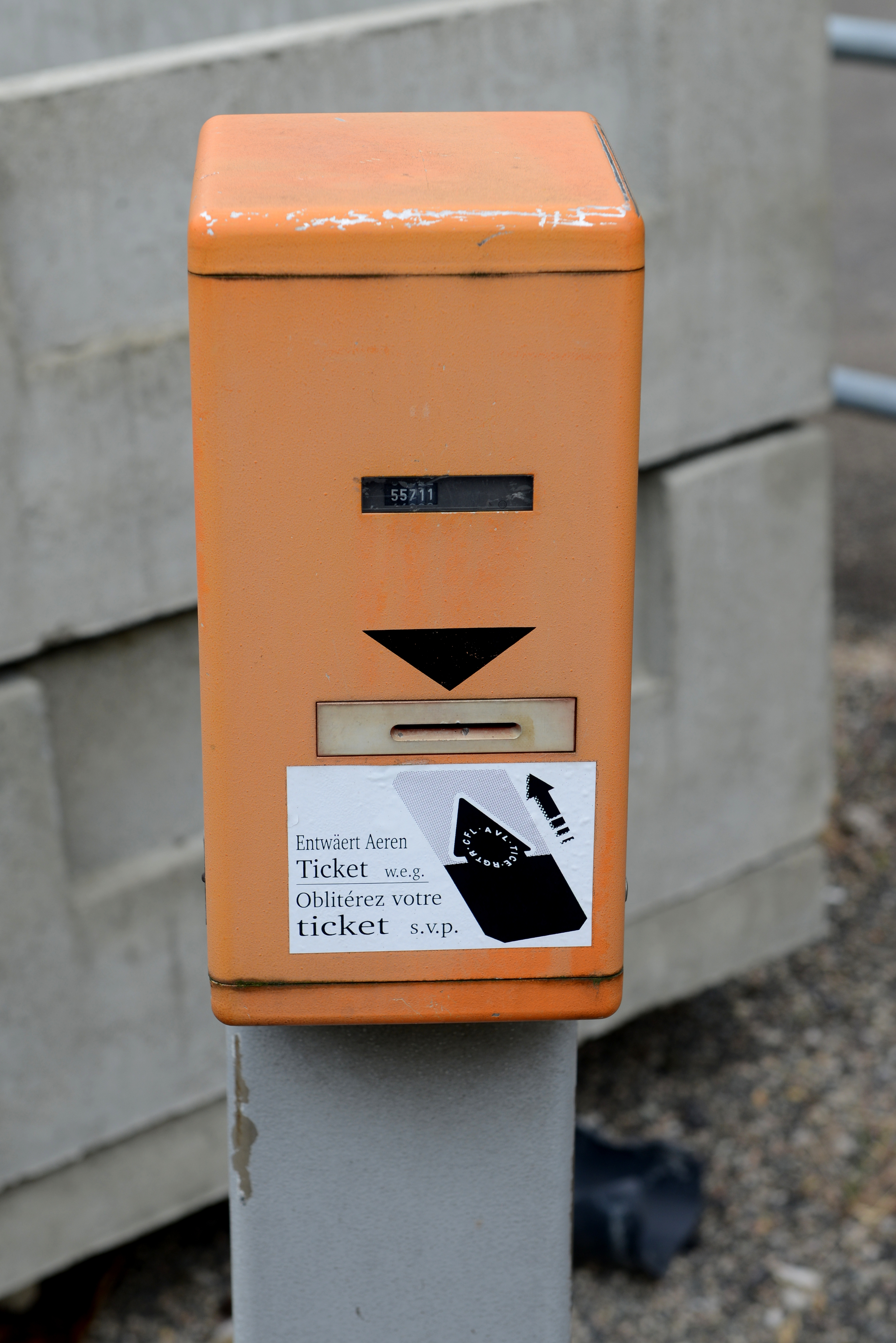
Oblitérateur sur un quai de gare.
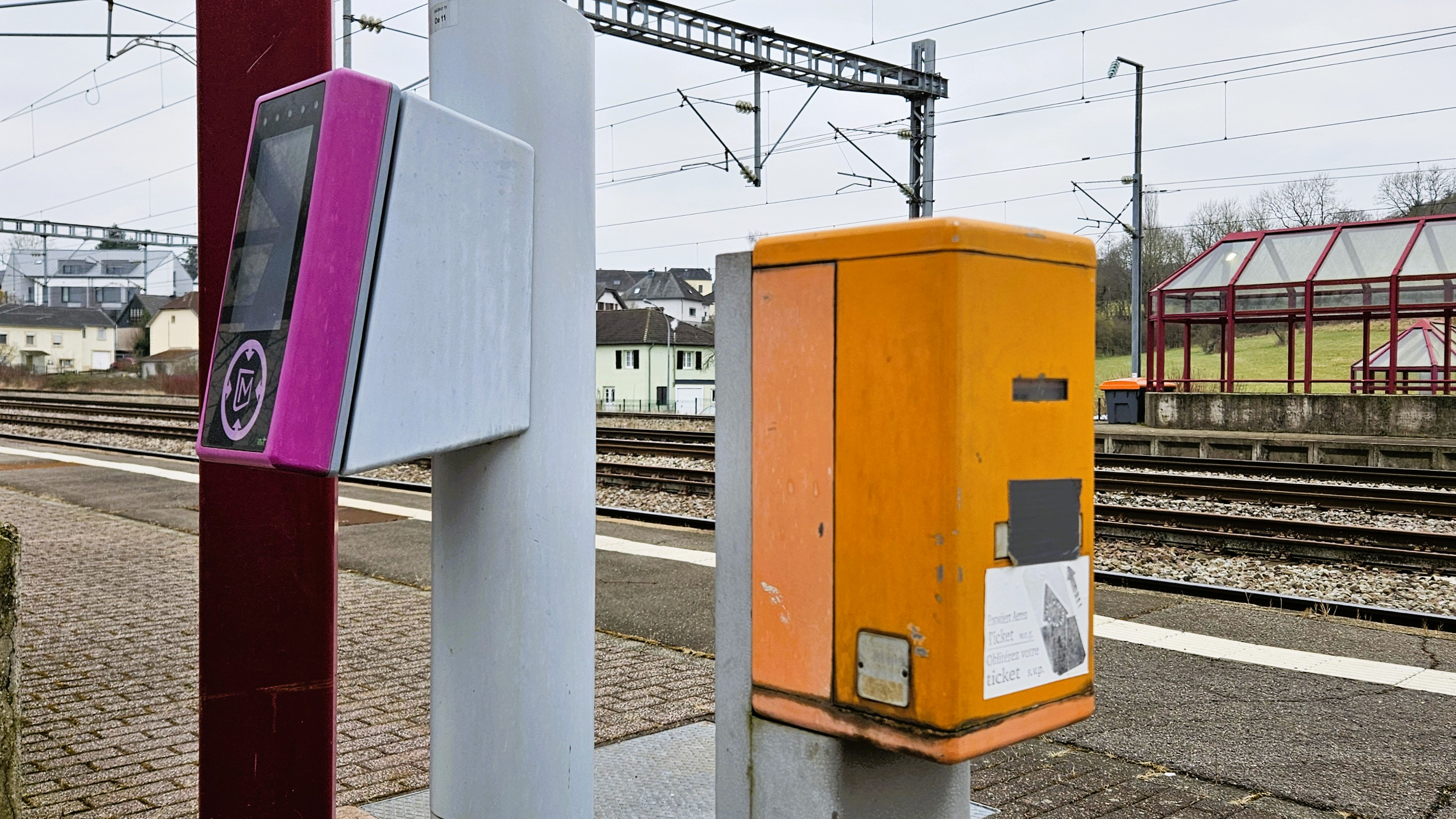
Certaines de ces machines sont encore en place en 2025 comme à la gare d'Oetrange. Un scotch noir condamne la fente d'oblitération.
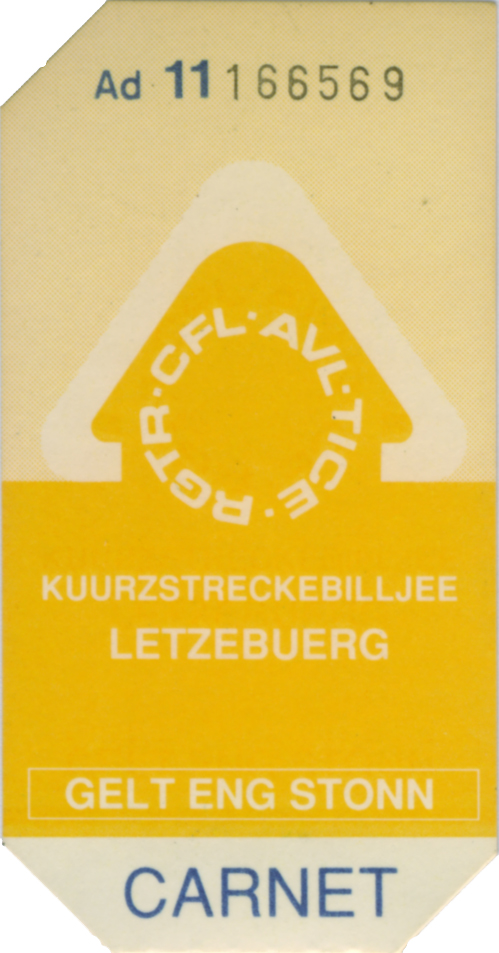
Billet « court trajet » papier, issu d'un carnet.
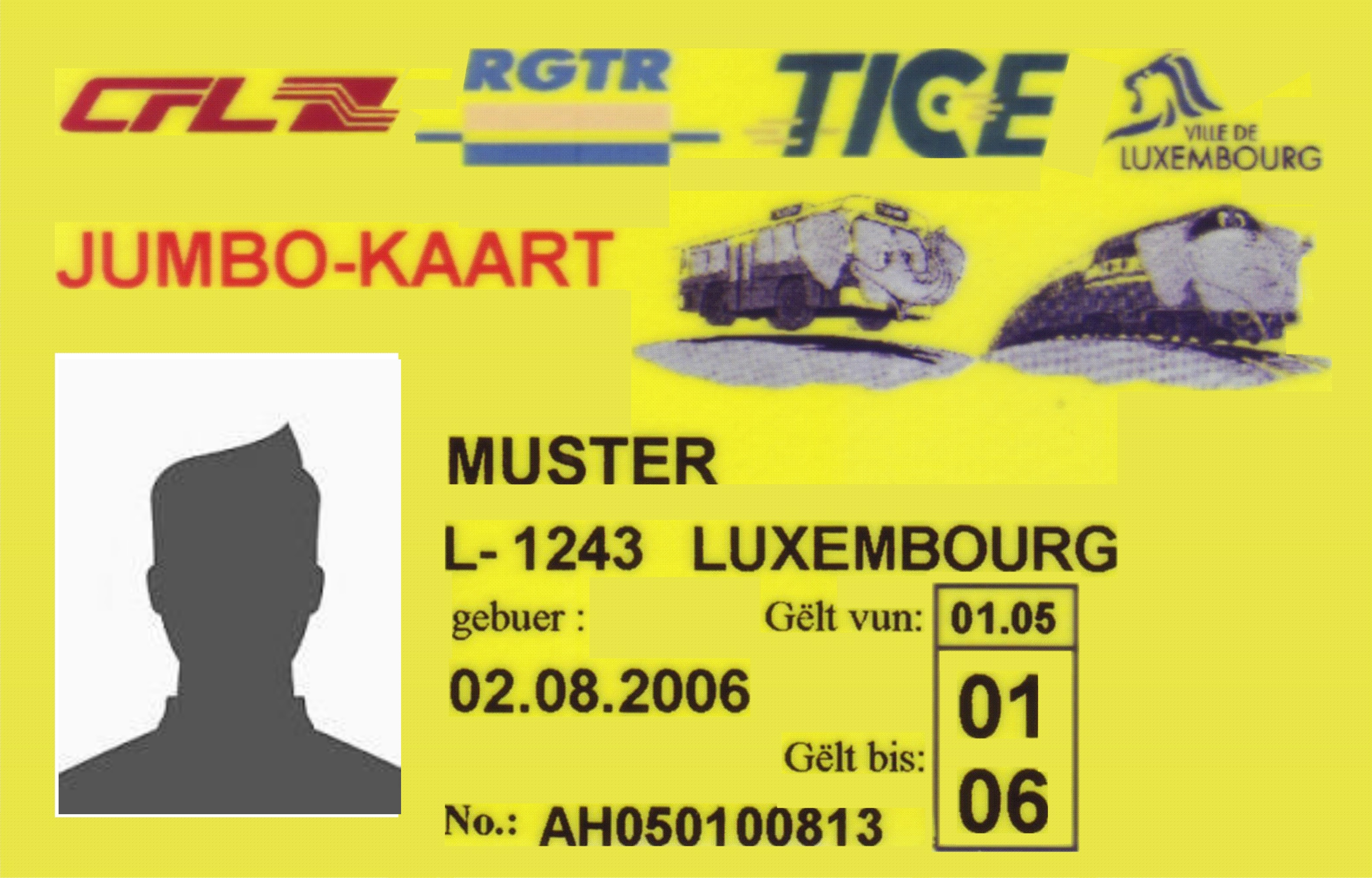
Carte d'abonnement pour jeunes « Jumbokaart » de 2006.
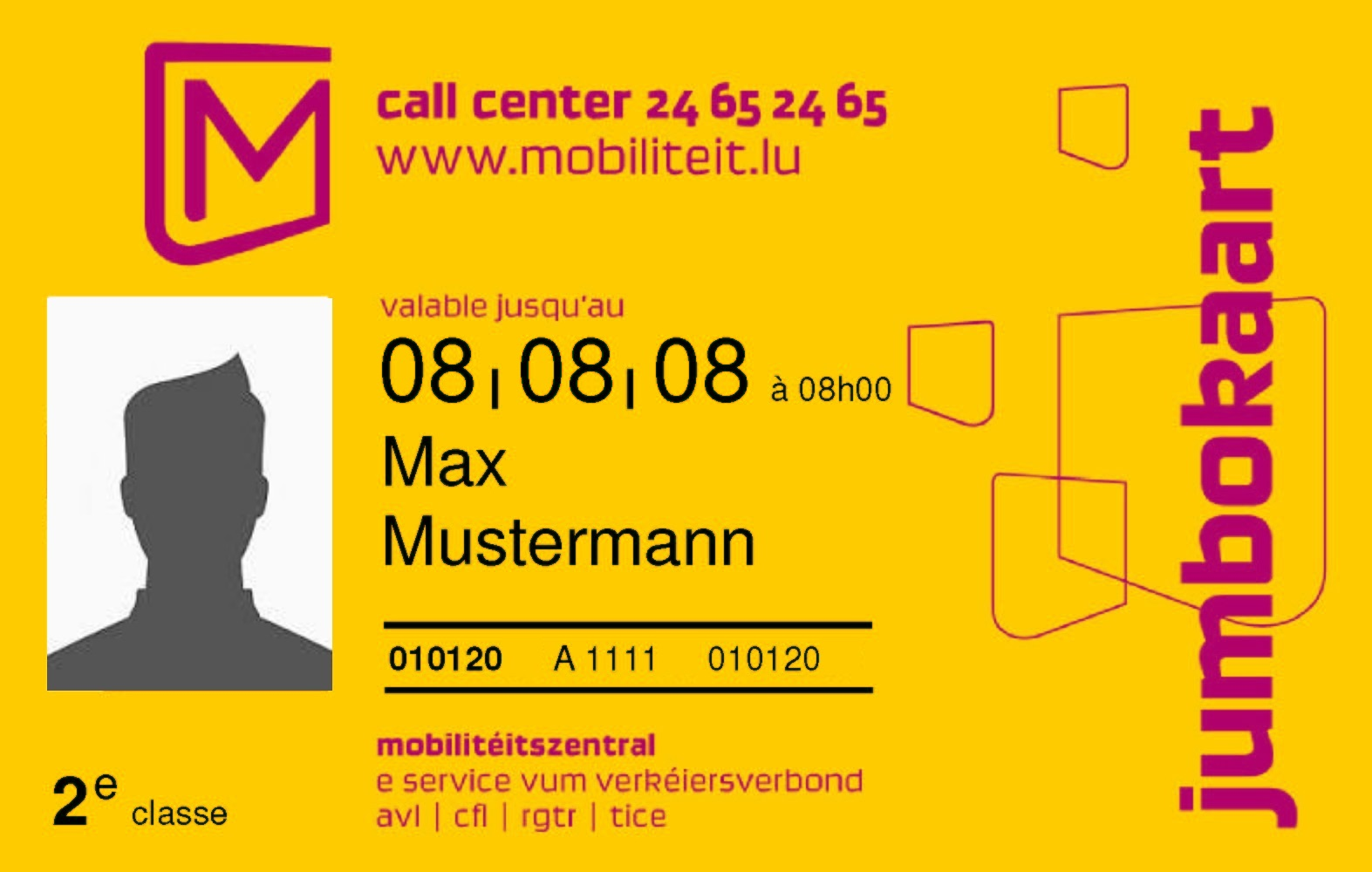
Le même titre en 2008, après la création du Verkéiersverbond.

### Le précurseur: e-go
Dès 1995, l'idée d'un nouveau système billétique est étudiée sous l'impulsion du ministère des transports, alors dirigé par Mady Delvaux-Stehres ; la société Smart-Tec, voit le jour en mars 2000, dans ce but. Dès le départ, le projet compte divers problèmes qui seront pointés en 2010 dans un rapport spécial de la Cour des comptes : création ex nihilo d'un prestataire afin de ne pas avoir à faire appel à une société étrangère, absence d'études de faisabilité, absence de désignation d'un maître d'œuvre, etc. La Chambre du travail dénonça dès 2008 les sommes versées en dehors de tout contrat et ne respectant pas les règles des marchés publics.
En 2006, après dix ans d'irrégularités diverses et notamment financières, le cabinet d'audit KPMG reprend la gestion du projet et assure notamment un inventaire du matériel acheté, ce qui n'avait pas été fait jusque-là. Le contrat entre le ministère des transports et Smart-Tec est signé le 25 avril 2008, sept ans après la signature du marché relatif à la phase préparatoire du projet, la Cour note que près de onze millions d'euros avait été versée à la société au début de l'année, avant la signature du contrat. En tout, le projet aura coûté 16,68 millions d'euros, montant limité par une loi du 17 juillet 2008, alors qu'il était estimé à 6,95 millions d'euros en 2001 puis à 10,06 millions en 2003. La maintenance du système coûte un million d'euros par an.
Le projet aboutit le 20 septembre 2008 avec le lancement de la carte à puce e-go destinée à être le support unique pour l'ensemble des titres de transports en lieu et place des titres papiers préexistant,. L'achat des titres s'effectuait aux guichets des transporteurs et à celui du Verkéiersverbond en gare de Luxembourg.
La carte permet de charger plusieurs titres d'une même catégorie (par exemple, deux billets court trajet) mais pas de catégories différentes (un billet et un abonnement par exemple). La vente des tickets papiers est maintenue dans un premier temps.
L'un des objectifs était d'effectuer des statistiques en se basant sur les validations, ce qui ne s'est avéré pas possible car l'usager n'avait pas à revalider lors d'une correspondance entre deux lignes.
Les bornes ont été progressivement mises hors service à partir de février 2014, en vue du remplacement complet du système.

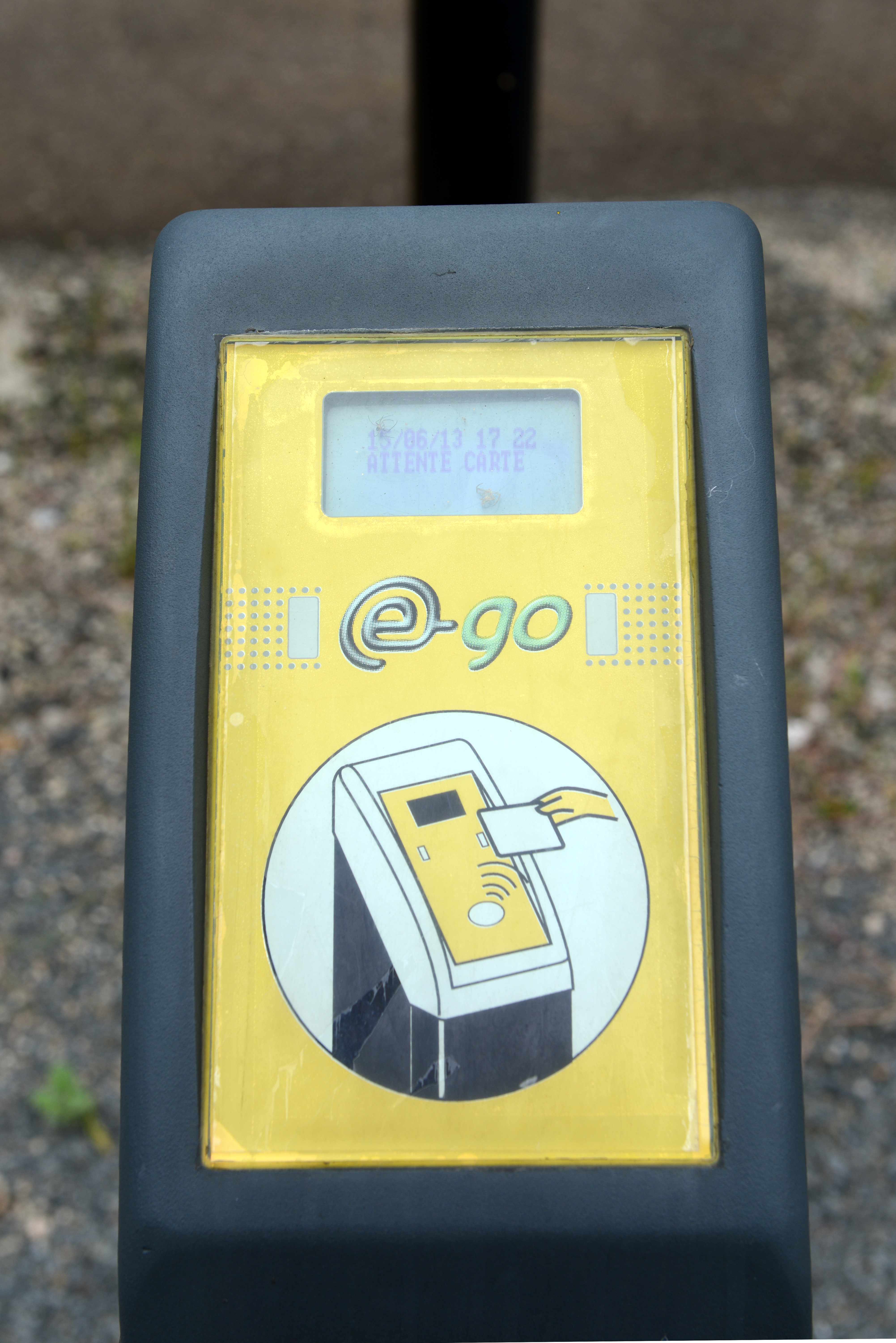
Valideur e-go sur un quai de gare.
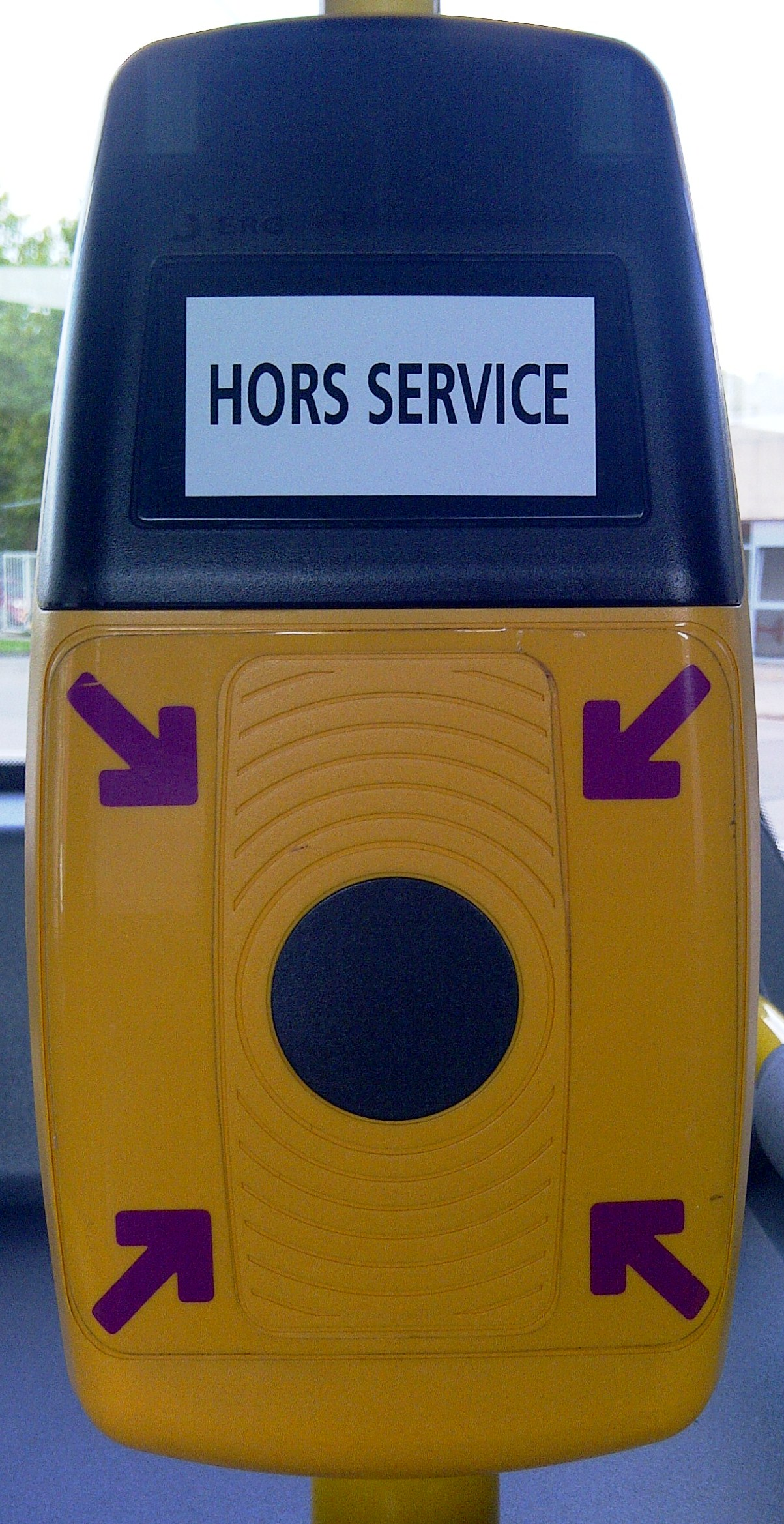
Le modèle embarqué à bord des bus. Photo prise après l'arrêt du système en 2014.

### Déploiement de la mKaart
En 2011, l'idée de faire évoluer le système e-go voit le jour, avec pour objectif principal de pouvoir y intégrer les titres transfrontaliers, jusque-là absent, et d'intégrer plus globalement e-go au sein d'un projet de télématique national dans les transports publics, estimé à 20 millions d'euros.
La mKaart est officiellement présentée le 26 juin 2014 et est progressivement déployée au cours de l'été, les anciennes carte e-Go restant valides jusqu'en septembre. La mKaart est un élément du projet de télématique dans les transports grand-ducaux mLive qui permettra d'avoir les informations en temps réel de l'ensemble des lignes de transport en commun du pays. Le système est développé par la société allemande Init, désignée en 2012, qui a aussi fournie le système d'aide à l'exploitation et à l'information voyageurs unifié qui équipe tous les bus du pays, ce dernier est combiné à un valideur et à une imprimante à billets, les billes courte et longue distance pouvant en effet encore être achetés auprès du conducteur en format papier,. Le tramway de Luxembourg a été intégré au système en 2016, bien que la ligne ne soit mise en service que l'année suivante.
En septembre 2013, l'achat de billets courte et longue distance et leur validation par smartphone est rendue possible via l'application mTicket, qui complète le système préexistant de tickets par Short Message Service (SMS).
Une boutique en ligne est lancé en mai 2015, le mShop, permettant aux utilisateurs d'acheter leur titres de transport depuis chez eux.
Le 2 juin 2017, la mKaart devient aussi la carte d'accès du réseau national de bornes de recharge pour voitures électriques Chargy.

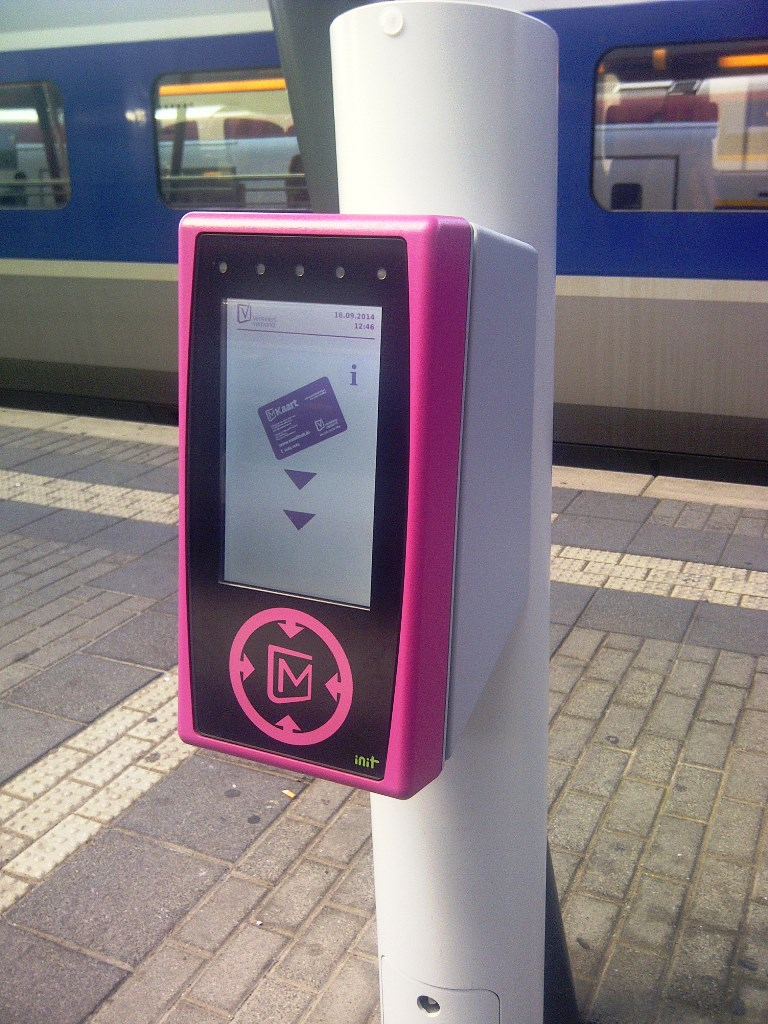
Valideur mKaart sur un quai de gare.
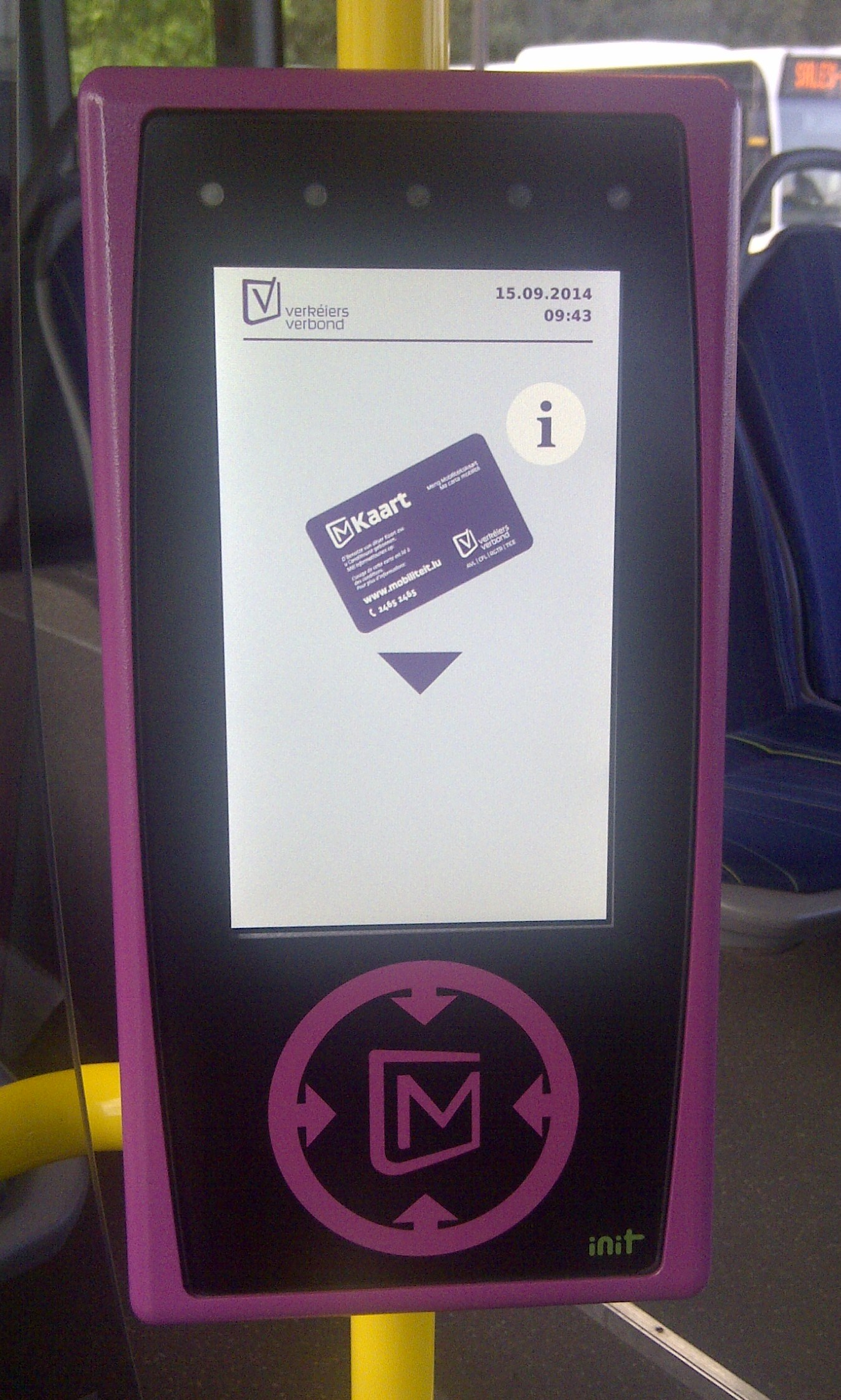
Valideur mKaart à bord des bus. Un appareil combiné SAEIV/valideur est aussi installé à l'avant des bus.
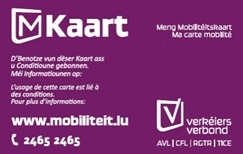
mKaart anonyme.
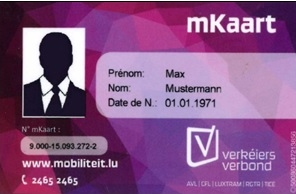
mKaart personnalisée.
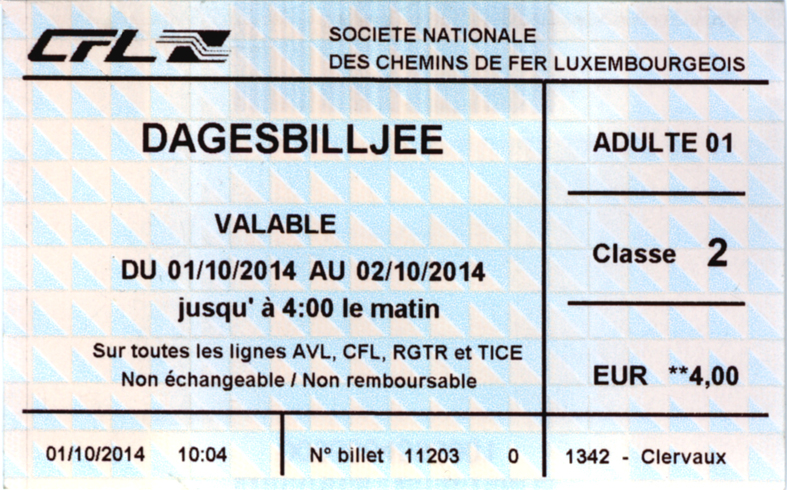
Billet journalier de seconde classe émis par les CFL. Ce type de billet est utilisé pour les titres ne reposant pas sur la mKaart.

### Gratuité des transports à partir de 2020
Prévue dans l'accord de coalition du gouvernement Bettel II signé en décembre 2018, la gratuité des transports en commun au Luxembourg - une première mondiale à l'échelle d'un pays - est effective au 29 février 2020.
Toutefois, la gratuité n'est pas totale au grand-duché car la 1re classe des trains reste payante et les services de transport non gérés ou coordonnés par l'État, comme la plupart des « City-Bus », pourraient théoriquement le rester, bien que nombre de ces services soient gratuits, tel Diffbus à Differdange. Le réseau AVL a lui aussi mis en place la gratuité à la même date. Non concerné au départ, ce qui suscite une polémique, le service de transport spécialisé Adapto est lui aussi devenu gratuit en septembre 2019.
En revanche, les titres transfrontaliers « Regio Zone » sont maintenus mais le gouvernement luxembourgeois a réussi à négocier avec les compagnies étrangères concernées afin de faire diminuer sensiblement les tarifs ; la gratuité concerne toutefois trois gares situées à l'étranger : Audun-le-Tiche et Volmerange-les-Mines, deux gares françaises uniquement raccordées au réseau ferré luxembourgeois, et la gare d'Athus en Belgique.
La mKaart, ne disparaît donc pas, d'autant qu'elle continue à donner accès aux parcs relais, aux mBox et au réseau de bornes de recharges pour voitures électriques Chargy ; de plus, tout voyageur doit être en mesure de présenter une pièce d'identité en cas de verbalisation pour non-respect du règlement intérieur.
L'instauration de la gratuité devrait, selon l'Institut national de la statistique et des études économiques (STATEC), permettre de réduire les dépenses de 40 % des foyers du grand-duché, ceux aux faibles revenus et habitant dans la capitale et sa périphérie.
Concernant les lignes transfrontalières, les restrictions liées à la pandémie de Covid-19 et la suspension de la vente à bord des billets RegioZone entre avril 2020 et mars 2022 ont provoqué une gratuité de facto temporaire et tolérée puisque les voyageurs ne pouvaient pas acheter leur billets ni même accéder aux bus par la porte avant,.

## Types de mKaart disponibles
Quatre types de mKaart sont disponibles : La version anonyme ne contient aucune donnée personnelle et ne permet pas de charger d'abonnements annuels. La version personnalisée affiche le nom, le prénom et une photo ainsi que le numéro de l'abonné et permet en plus de charger les abonnements annuels et transfrontaliers RegioZone.
La mKaart Chargy est une variante de la version anonyme qui permet en plus l'accès aux bornes de recharges por voitures électriques du réseau Chargy. Elle n'est distribuée qu'aux personnes ne possédant pas déjà une mKaart. Pour les abonnés Flex, la carte d'abonnement est compatible mKaart et est utilisable comme tel.

## Techniques et fonctionnement

### La technique
La mKaart est un pass sans contact qui repose sur l’association de deux technologies :
- la carte à microprocesseur, déjà présente sur toutes les cartes bancaires luxembourgeoises ;
- la transmission radio des données par radio-identification, ou plus précisément communication en champ proche.

La mKaart comporte une puce qui contient toutes les informations relatives au titre de transport, ainsi que ses informations relatives au porteur s'il s'agit d'une carte nominative. Elle contient également une antenne qui communique avec le valideur. Une carte a une durée de vie de cinq ans.

### Le fonctionnement pour l'usager

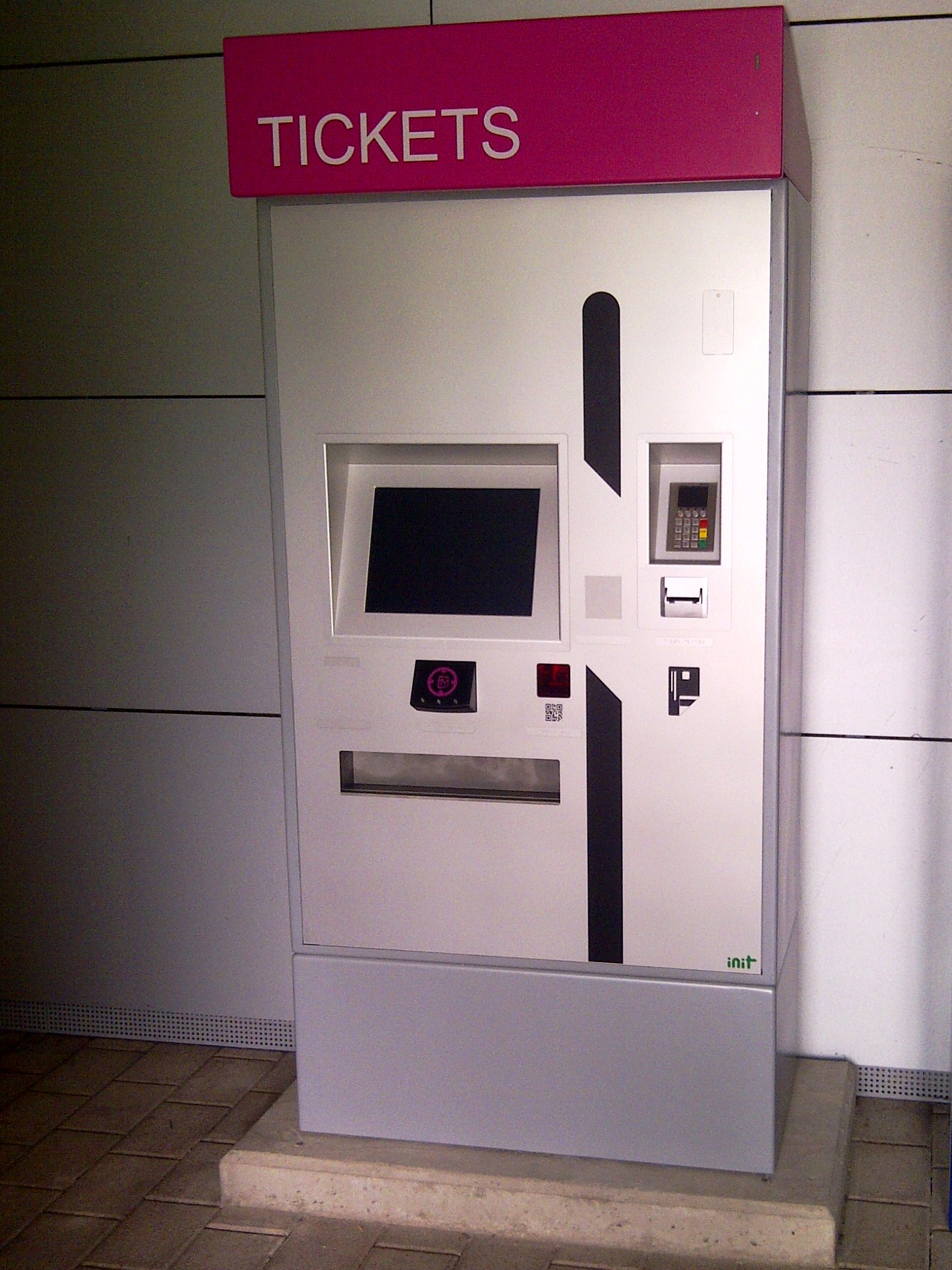
Distributeur automatique de titres de transport mKaart.

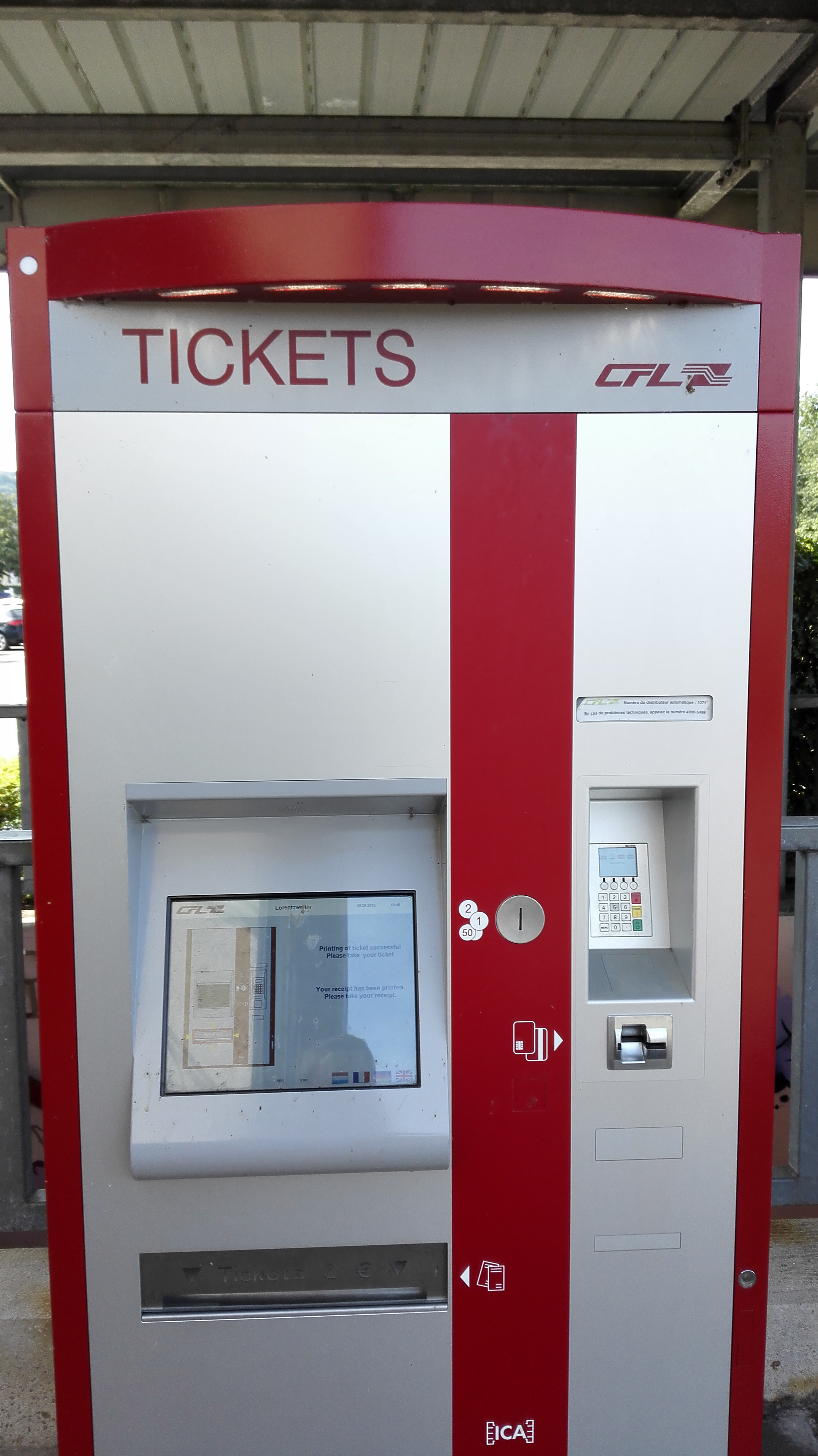
Distributeur des CFL pour les titres n'utilisant pas la mKaart.

La radiotransmission des informations de l'abonnement de l'usager aux bornes de contrôle permet de gagner du temps et d'augmenter la fluidité de passage aux valideurs. Il arrive cependant que la détection du badge soit retardée.
Pour être validée, la mKaart doit être approché d'un valideur. Son antenne permet d'effectuer cette opération même si la carte est enfermé dans un sac ou dans la poche d'un veston. En revanche, le fait de plier ou de tordre la carte le fragilise ou l'endommage ; il faut donc éviter de le mettre dans une poche de jean, par exemple. Des lecteurs sont présents sur les quais des gares ferroviaires ainsi que dans chaque bus et tramway, il peut aussi permettre de simplement consulter le contenu de la carte ou d'y charger un titre acheté depuis la boutique en ligne.
Les mKaart peuvent être rechargées aux guichets des transporteurs ou à ceux de la centrale de mobilité ainsi que sur les automates de ce dernier dédiés à mKaart. La mKaart permet de stocker jusqu'à huit titres, que l'utilisateur peut le cas échéant choisir de valider individuellement ou non, une action manuelle est en effet demandée si la carte a plusieurs titres stockés dessus.
En cas de contrôle de validité par les équipes volantes de contrôle, il suffit de présenter sa carte à proximité au lecteur portatif, lequel indiquera la période de validité de l'abonnement ou les dernières validations ou opérations effectuées sur la carte.
Pour les titres occasionnels, les distributeurs automatiques émettent un ticket valable immédiatement et ne nécessitant de validation ultérieure jusqu'à expiration du titre.

### Tarification
La tarification ci-dessous est en vigueur au 29 février 2020.

#### Gratuité des transports
Depuis 1973, les transports des élèves de l'enseignement secondaire entre leur domicile et leur établissement est gratuit et, depuis le 1er octobre 2016, la carte MyCard délivrée à chaque élève et utilisée tout au long de sa scolarité vaut comme titre de transport gratuit pour tout trajet, scolaire ou non. Le 1er août 2017, l'abonnement pour les jeunes JumboKaart est aboli au profit d'une gratuité totale pour tous les jeunes de moins de 20 ans (au lieu de 18 ans auparavant), ainsi que les étudiants de moins de 30 ans et les jeunes travailleurs : un « abonnement gratuit » Jugendabo (moins de 20 ans) ou Studentenabo (étudiants de moins de 30 ans) est alors chargé sur la mKaart sauf pour ceux possédant la myCard ; cette mesure représente 500 000 € de manque à gagner pour l'État,,. Au 1er août 2018, la gratuité sur seule présentation de la carte d'identité est appliquée pour tous les jeunes de moins de 20 ans, sans avoir besoin de la mKaart ou de la myCard, ce qui supprime de facto le Jugendabo.
Les personnes à faible revenu ou en situation de handicap bénéficient aussi de la gratuité, grâce à une carte de gratuité spécifique.
Les autobus de la ville de Luxembourg possèdent deux lignes entièrement gratuites, le City Shopping Bus et le City Shuttle, et depuis le 6 juin 2015, et ce tous les samedis et certains dimanches, l'ensemble du réseau ainsi que les lignes RGTR assurant le trafic local sur le territoire communal est gratuit,.
Avec la mise en place de la gratuité au niveau national le 29 février 2020, l'ensemble des services de transport nationaux deviendront gratuit à l'exception : de la 1re classe des trains — le surclassement est supprimé — et des trajets transfrontaliers via le système « RegioZone » pour les cars ou les tarifs transfrontaliers applicables aux trains.

#### Titres pour l'accès à la1reclasse
Il existe deux types de billets : le Billet 2 heures valable deux heures et qui coûte 3 € (24 € en carnet de dix) et le Billet 1 jour valable un jour et qui coûte 6 € (24 € en carnet de cinq).
Pour les abonnements, il en existe en version mensuelle ou annuelle selon deux catégories, « courte distance » ou classique donnant accès à toutes les lignes : les abonnements mensuels et annuels « courte distance » coûtent respectivement 37,50 et 330 €, les abonnements mensuels et annuels « réseau » coûtent respectivement 75 et 660 €.

#### Titres transfrontaliers
Les lignes d'autobus et d'autocars luxembourgeoises transfrontalières, essentiellement celles du Régime général des transports routiers (RGTR), ont des modalités tarifaires spécifiques, le RegioZone. Deux zones sont définies en fonction de l'éloignement par rapport à la frontière : la majorité des arrêts sont accessibles avec les titres « Zone 1 » qui couvre la plupart des arrêts et la « Zone 2 » qui concerne uniquement Dillingen, Sarrelouis et Sarrebruck en Allemagne. Depuis le 1er janvier 2025, le Deutschlandticket est accepté sur les trajets transfrontaliers avec les lignes RGTR entre le Luxembourg et l'Allemagne (la ligne express des CFL vers Sarrebruck est exclue car considérée comme longue distance), évitant ainsi aux voyageurs de cumuler deux titres différents, comme c'était déjà le cas sur les lignes allemandes pénétrant au Grand-Duché.
Il existe deux types de billets : le Billet 2 heures RegioZone valable deux heures et qui coûte 3 € ou 5 € selon la zone et le Billet 1 jour RegioZone valable un jour et qui coûte 5 € ou 9 € selon la zone.
Pour les abonnements, il en existe en version mensuelle, annuelle ou étudiant selon deux les zones : les abonnements mensuels coûtent respectivement 40 et 85 €, les abonnements annuels coûtent respectivement 360 et 750 € et enfin les abonnements étudiants coûtent respectivement 130 et 200 €.
Pour les trajets transfrontaliers en train, des dispositions tarifaires spécifiques à chacun des trois pays limitrophes sont applicables.

## Extensions d'utilisation

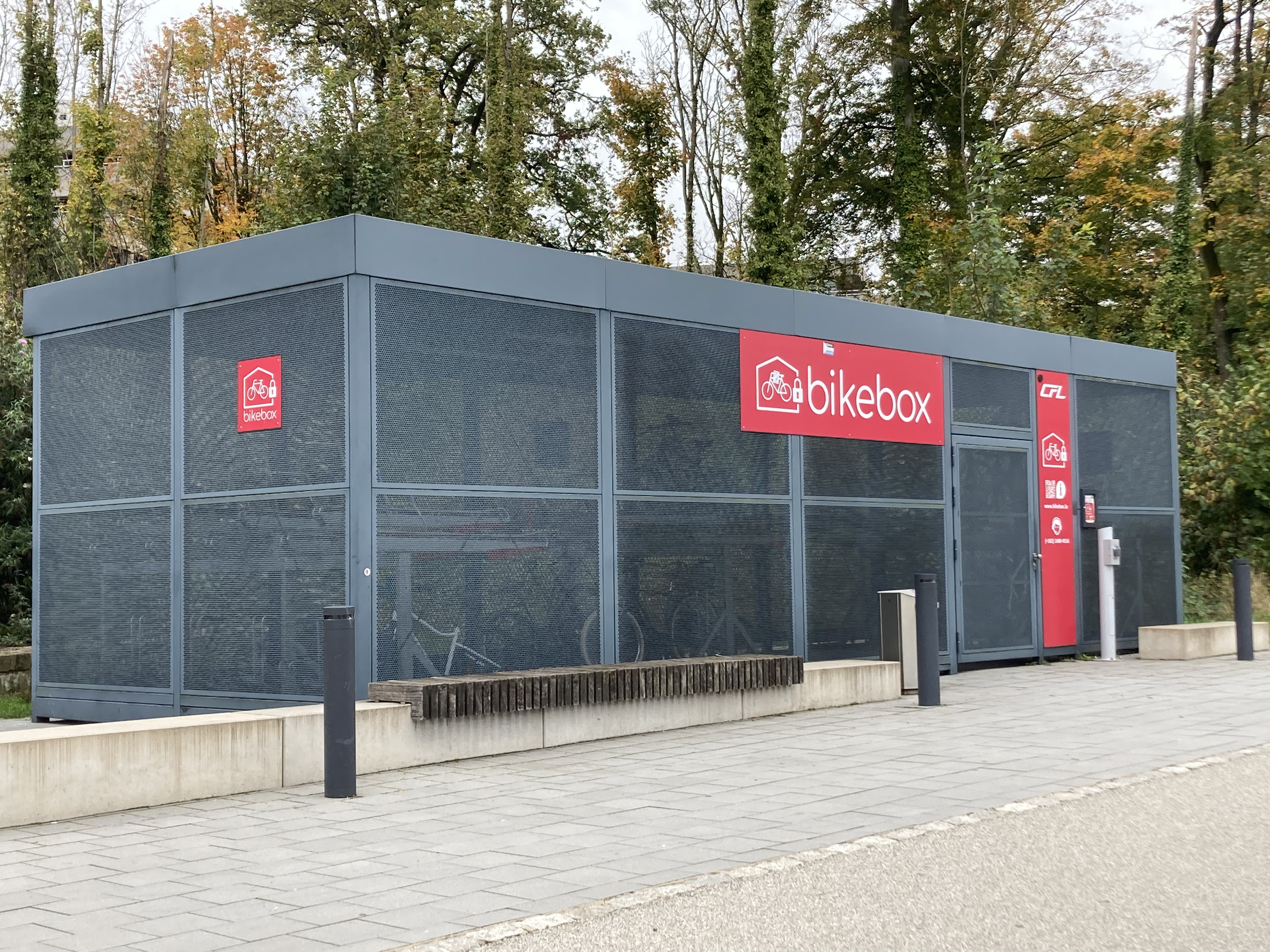
Une bikebox à l'entrée du funiculaire Pfaffenthal-Kirchberg.

### Autopartage et bornes de recharge pour voitures électriques
Mis en service le 2 juin 2017, le réseau de bornes de recharges pour voitures électriques Chargy est accessible avec la mKaart. Le service est lancé avec 20 bornes et en compte plus de 700 en octobre 2024.
Le service d'autopartage Flex des CFL, lancé en février 2018, est accessible avec une mKaart,. L'accès aux parcs relais avec la carte est planifié, à terme[Quand ?].

### Vélos en libre-service et parcs à vélos sécurisés
La carte est utilisée depuis avril 2014 comme moyen d'accès aux parkings à vélos sécurisés bikebox (dénommés mBox jusqu'en 2023), dont la première est mise en service à la gare de Luxembourg, et qui ont depuis été déployés par l'Administration des transports publics à la plupart des gares du pays. Au 14 octobre 2024, 73 bikebox sont installés, dont 46 en gare, et dont le plus grand, situé à Luxexpo The Box, compte 172 emplacements.
Depuis 2015, le service de vélos en libre-service Vël'Ok du canton d'Esch-sur-Alzette est accessible avec une mKaart. Le service Vel'oH! de Luxembourg sera lui aussi accessible, à terme.